# Tuwa (Egipt)
Tuwa – miejscowość w Egipcie, w muhafazie Al-Minja. W 2006 roku liczyła 19 411 mieszkańców.